# Augusto Felipe de Schleswig-Holstein-Sonderburg-Beck
Augusto Felipe de Schleswig-Holstein-Sonderburg-Beck (11 de noviembre de 1612, Sonderborg - 6 de mayo de 1675, Beck) fue un príncipe de la Casa de Oldemburgo y primer duque de Schleswig-Holstein-Sonderburg-Beck hasta su muerte.

## Biografía
Augusto Felipe nació el 11 de noviembre de 1612 en Sønderborg en la isla de Als en el Ducado de Schleswig. Fue el quinto hijo del duque Alejandro de Schleswig-Holstein-Sonderburg (1573-1627) y de su esposa Dorotea de Schwarzburg-Sondershausen (1579-1639). Es el fundador de la cuarta rama de la Casa de Schleswig-Holstein-Sonderburg. Su hijo Federico Luis le sucedió.

## Matrimonio y descendencia
En 1645 contrajo matrimonio con Clara de Oldemburgo (1606-1647), (hija del conde Antonio II de Delmenhorst), miembro de una rama antigua de la casa de Oldemburgo.
Viudo, Augusto se casó por segunda vez en junio de 1649 Sidonia de Oldenburgo (1611-1650), abadesa de Herford (1640-1649), con la que tuvo una sola hija:
- Sofía Luisa (1650-1714), casada con el conde Federico de Lippe-Brake (1638-1684).

Viudo por segunda vez, el 12 de abril de 1651 contrajo terceras nupcias en Beck con Sibila de Nassau-Sarrebrücken (1628-1699) (hija del conde Guillermo de Nassau-Sarrebrück), y de esa unión tuvo 10 hijos:
- Augusto (1652-1689), sucesor de su padre  en 1676, se casa con Eduviges de Lippe-Alverdissen (1650-1731), (hija del conde Felipe de Lippe-Alverdissen), padre de Federico Guillermo I.
- Federico Luis (1653-1728), duque de Schleswig-Holstein-Sonderburg-Beck, fue el continuador de la familia.
- Dorotea (1656-1739), casada en 1686 con el conde Felipe de Lippe-Alverdissen (†1723)
- Sofía (1658-1724)
- Guillermina (1656-1656)
- Luisa Clara (1662-1729), profesó en  Rinteln.
- Maximiliano (1664-1692)
- Antonio Gunther (1666-1744)
- Ernesto Casimiro (1668-1695), casado en 1693 con Cristina von Prösing (†1696)
- Carlos Gustavo (1672)